# Praia do Canto (Itapema)

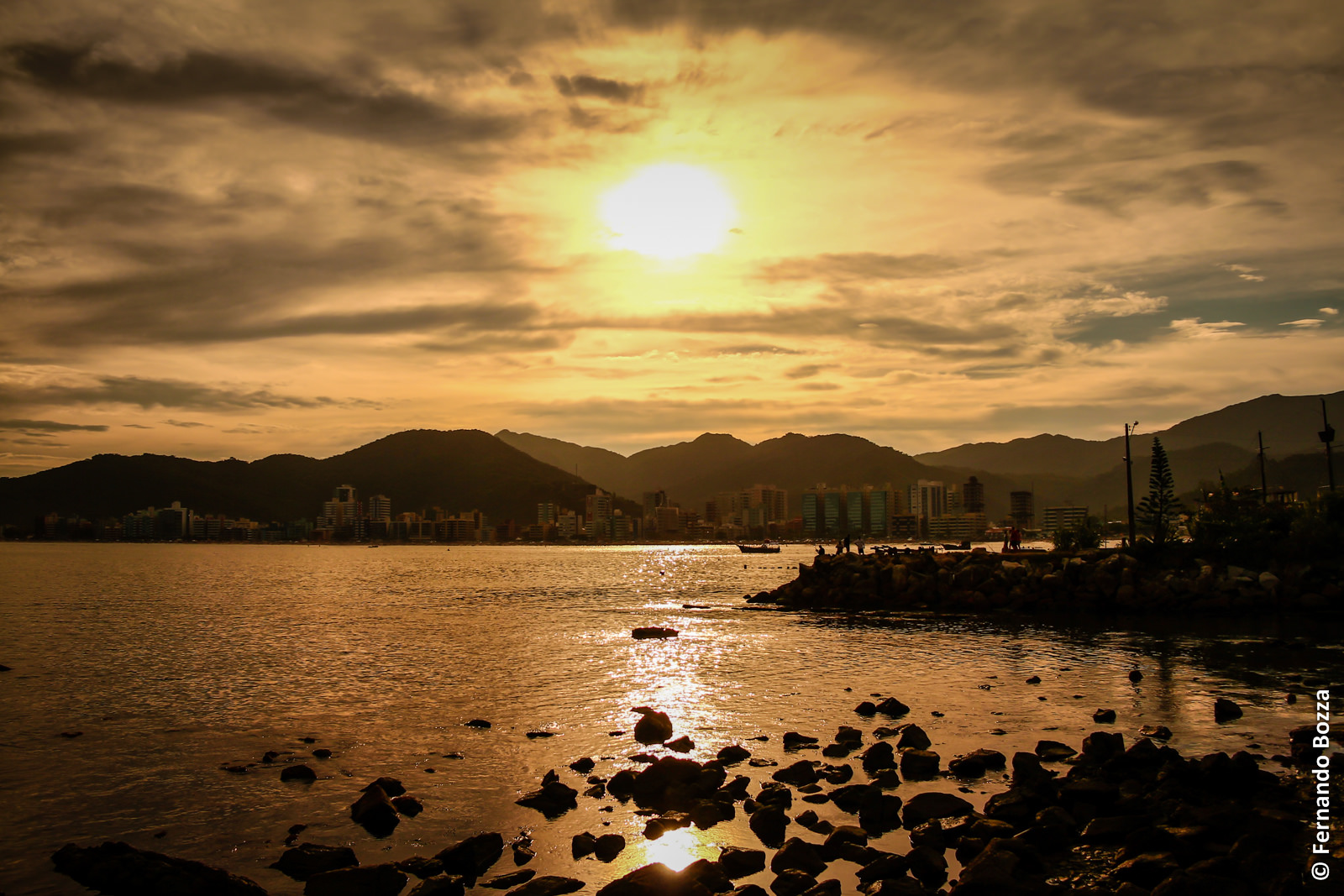
Pôr-do-sol visto da Praia do Canto

A Praia do Canto, ou Canto da Praia, é uma praia localizada na cidade de Itapema, no estado brasileiro de Santa Catarina. É ocupada em sua maioria por pescadores, sendo considerado o local mais calmo do município, também sendo frequentemente utilizado para passeios de barco pelos veranistas. Nesta parte da cidade, saem os barcos rumo à baía de Itapema.